# Confucius maculatus
Confucius maculatus är en insektsart som beskrevs av Cai 1994. Confucius maculatus ingår i släktet Confucius och familjen dvärgstritar. Inga underarter finns listade i Catalogue of Life.